# Румянцево (станция)
Румя́нцево — железнодорожная станция Рижского направления Московской железной дороги в одноимённом посёлке городского округа Истра Московской области. Входит в Московско-Смоленский центр организации работы железнодорожных станций ДЦС-3 Московской дирекции управления движением. По основному характеру работы является промежуточной, по объёму работы отнесена к 4 классу.
Станция Румянцево замыкает 9 зону направления, это конечная станция для некоторых электропоездов. Платформа одна, островная. Выход со станции осуществляется через подземный переход, расположенный в сторону выхода из первого вагона, по ходу движения, в сторону от Москвы. Рядом со станцией находятся несколько магазинов и автостанция, с которой можно уехать в Назарово, Покоево или в Рузу. В трёхстах метрах проходит Волоколамское шоссе. Между посёлком Румянцево и селом Новопетровским по Волоколамскому шоссе находится деревня Головино, где расположен современный спортивный центр лыжной подготовки (Лыжня Зимятова).
В сентябре — декабре 2015 года платформа была реконструирована.